# فرانک سونگوئو
فرانک سونگوئو (انگلیسی: Franck Songo'o؛ زادهٔ ۱۴ مهٔ ۱۹۸۷) بازیکن فوتبال اهل فرانسه است.
از باشگاه‌هایی که در آن بازی کرده‌است می‌توان به باشگاه فوتبال گیانینا، باشگاه فوتبال رئال سوسیداد، باشگاه فوتبال ای‌اف‌سی بورنموث، باشگاه فوتبال پرستون نورث اند، باشگاه فوتبال آلباسته بالومپیه، پورتلند تیمبرز، باشگاه فوتبال پورتسموث، باشگاه فوتبال بارسلونا، باشگاه فوتبال رئال ساراگوسا، باشگاه فوتبال دپورتیوو لاکرونیا، باشگاه فوتبال کریستال پالاس، باشگاه فوتبال شفیلد ونزدی، و باشگاه فوتبال بارسلونا سی اشاره کرد.
وی همچنین در تیم‌های ملی فوتبال فرانسه، کامرون، و کامرون، بازی کرده‌است.